# Hípica adaptada
La  hípica adaptada se denomina a un deporte realizado por personas con discapacidad bajo las reglamentaciones de la Federación Ecuestre Internacional (FEI). Existen dos eventos de competencia, uno es la doma paraecuestre, el cual se lleva a cabo siguiendo las mismas reglas que el doma clásica convencional, pero con los jinetes divididos en diferentes categorías de acuerdo a sus habilidades funcionales.  El otro es el enganche paraecustre, el cual se lleva a cabo siguiendo las mismas reglas que los enganches ecuestres pero con los jinetes divididos en diferentes categorías de acuerdo a sus habilidades funcionales.

## Historia
Los primeros Juegos Paralímpicos se llevaron a cabo en Roma en 1960.  Inicialmente los Juegos solo incluían la categoría de atletas en sillas de ruedas; y recién en los juegos de verano de 1976, participaron atletas con diferentes tipos y grados de discapacidades.  A su vez, en los juegos de 1984 se permitieron competidores con parálisis cerebral. En los juegos de 1992, todos los tipos de discapacidades pudieron competir, la clasificación según las pautas del Comité Paralímpico Internacional, la clasificación realizada de acuerdo al tipo de discapacidad funcional.
El dressage paraecustre fue agregado en los Juegos Paralímpicos de 1996.  En el 2006 el FEI comenzó a supervisar la hípica adaptada.  Los jinete con discapacidades físicas pueden competir en el mismo equipo con personas con defectos en la vista.